# 丁浩 (1961年)
丁浩（1961年7月—），汉族，籍贯江苏靖江，全日制大学，高级工程师，1983年8月参加工作，2002年2月加入中国共产党。历任上海世博会事务协调局副局长（正局级）、上海世博发展（集团）有限公司总裁、党委副书记。现任上海科技大学副校长。

## 荣誉

### 外国勋章奖章
- 意大利之星指挥官勋章（義大利語：Ordine della Stella d'Italia）（意大利，2013年6月2日公布[3]）